# Carbapenem
Carbapenemer er en gruppe β-lactam antibiotika med et bredt spektrum af antibakteriel virkning. Carbapenem antibiotika er oprindeligt udviklet fra thienamycin, et naturligt antibiotikum udvundet fra bakterien Streptomyces cattleya.
Carbapenemer har et bredt spektrum og virker imod både Gram-positive, Gram-negative og anaerobe bakterier. De er derfor ofte sidste forsvar imod bakterier der har resistens imod svagere antibiotika, som fx Escherichia coli og Klebsiella pneumoniae. Disse bakterier har en kemisk struktur, der gør dem mere resistente overfor β-lactamaser. For nylig er der fundet bakterier resistente overfor carbapenemer. Denne resistens skyldes at bakterierne fremstiller enzymet New Delhi metallo-β-lactamase (NDM-1), som hydrolyserer og dermed inaktiverer carbapenemer.

## Carbapenemer i klinisk brug
Følgende carbapenemer er i klinisk brug i Danmark pr. december 2012 (handelsnavne er anført i parentes):
- Doripenem (Doribax®)
- Ertapenem (Invanz®)
- Meropenem (Meronem®)

Disse lægemidler findes kun til intravenøst brug.